# Monsieur Fraize
Cet article concerne l'humoriste. Pour les autres significations, voir Fraize (homonymie).
Monsieur Fraize, abrégé M. Fraize, également connu sous son vrai nom Marc Fraize, est un humoriste et comédien français, né le 1er juillet 1974.

## Biographie
Originaire de la région parisienne, il commence le théâtre en amateur en 1992 au Théâtre du Sol à Charly près de Lyon et devient professionnel en 2000. Pendant les deux années qui suivent, il est récompensé par le public et les professionnels par de nombreux prix. Il crée alors le personnage de Monsieur Fraize, infantile, timide et naïf, vêtu d'un polo rouge moulant et d'un pantalon en velours vert canard trop court.
Par la suite, il crée un « café-théâtre ambulant » avec lequel il sillonne la Bourgogne[réf. souhaitée].
Il commence à se faire connaître du grand public en France en participant onze fois en 2011 à l'émission On n'demande qu'à en rire sur France 2 dans laquelle il se fait remarquer dès sa première prestation par son silence qui dure pendant les trois quarts du sketch,, par son humour absurde, surréaliste et subversif. À chacun de ses onze passages, il se signale par une forme d'humour très personnelle, risquée, mettant l'accent sur l'absurde, jouant sur les silences et les répétitions, et privilégiant le travail sur la mise en scène, la gestuelle et les expressions du visage. Toutes ses représentations sont écrites de façon à faire passer des messages par des moyens détournés et cachés, faisant notamment des références à ses sketchs précédents et s'engageant sur des sujets socio-économiques (dénonçant par exemple le concept de monopole dans son 2e sketch ou l'absurdité de rire du nombre important de pauvres en France dans son 7e sketch). Cette technique l'oppose totalement à ses confrères qui misent sur une approche plus classique visant à chercher le contact avec le public, allant jusqu'à le provoquer. Le 15 décembre 2011, après son 10e passage, il déclare[source insuffisante] sur sa page Facebook qu'il ne participera plus à l'émission de Laurent Ruquier.
Pendant le festival d'Avignon édition 2013, de nombreuses affiches placardées sur les murs de la ville annoncent un nouveau spectacle : Monsieur Fraize Relâche du 8 au 31 juillet. Il s'agit en fait de la promotion d'un spectacle qui ne sera ni écrit, ni joué, ni diffusé pendant toute la durée du festival.
Il lance son nouveau spectacle « Monsieur Fraize... Il parle ! » fin 2013. En 2015, il rencontre Alain Degois, dit Papy, qui l'accompagne désormais à la mise en scène. Il joue son spectacle dans toute la France, notamment à Paris (aux Feux de la Rampe, à L'Européen et au Trianon), mais aussi en Belgique et en Suisse.
En 2017, il joue ses premiers rôles au cinéma dans Problemos d'Éric Judor, dans Le Redoutable de Michel Hazanavicius et dans Au poste ! de Quentin Dupieux.
Le nouveau spectacle, Madame Fraize, actuellement en tournée à travers la France, a été présenté à l'automne 2021 au Théâtre du Rond-Point à Paris[source insuffisante].

## Spectacles
- 2000-2008 : Monsieur Fraize spectacle à sketches
- 2009-2011 : Monsieur Fraize café-théâtre ambulant, tournée en Bourgogne
- 2011-2015 : Monsieur Fraize tournées, Avignon Off (2012, 2015)
- 2015-2018 : Monsieur Fraize « L'Archipel », « Les Feux de la Rampe », « L'Européen » (Paris)
- 2019-2020 : Monsieur Fraize tournée, "Le Trianon" (Paris)
- 2020-2021 : Madame Fraize Théâtre du Rond-Point (Paris)
- 2021-2022 : Madame Fraize Théâtre du Rond-Point (Paris) / tournée

## Filmographie

### Cinéma
- 2017 : Problemos d'Éric Judor : Patrice ou Patrick
- 2017 : Le Redoutable de Michel Hazanavicius : Émile
- 2018 : Au poste ! de Quentin Dupieux : Philippe
- 2018 : Volontaire de Hélène Fillières : l'enseigne de vaisseau Desmaret
- 2019 : Le Mystère Henri Pick de Rémi Bezançon : Jean-Pierre Gourvec
- 2019 : Selfie de Thomas Bidegain, Marc Fitoussi, Tristan Aurouet, Cyril Gelblat et Vianney Lebasque : le prêtre
- 2019 : Mes jours de gloire d'Antoine de Bary : Antoine
- 2020 : Antoinette dans les Cévennes de Caroline Vignal : Michel
- 2021 : Playlist de Nine Antico : formateur premiers secours
- 2022 : Tout fout le camp de Sébastien Betbeder : l'épicier
- 2023 : Astérix et Obélix : L'Empire du Milieu de Guillaume Canet : Plexus[8]
- 2023 : Daaaaaalí ! de Quentin Dupieux : le modèle au mouchoir
- 2024 : Les Barbares de Julie Delpy : Johnny Jannou

### Télévision
- 2016: Les tutos de monsieur Fraize
- 2018 : Vernon Subutex, Canal+
- 2019 : Loulou, Arte
- 2019 : Un entretien, Canal+
- 2019 : Platane (saison 3, épisode 7) d'Éric Judor, Canal + : Père Fraize
- 2020 : Claire Andrieux de Olivier Jahan (téléfilm, Arte) : Ghislain
- 2025 : Bref.2 par Kyan Khojandi et Navo, Disney+
- 2025 : Le Remplaçant (saison 3) : Gwendal Kerandec

### Court métrage
- 2024 : Dafanifi, court métrage de Figoli Jonathan : Boss
- 2024 : Les Effaceurs, court métrage de Frédérick Vin[9]

## Émissions de télévision
- 2011 : On n'demande qu'à en rire présenté par Laurent Ruquier sur France 2
- 2015 : La scène Comédie+ à Montreux sur Comédie+
- 2017 : Willy Rovelli et la grande soirée des râleurs sur Paris Première
- 2018 : Quotidien présenté par Yann Barthès sur TMC
- 2018 : Interdit d'interdire présenté par Frédéric Taddeï sur RT France[10]
- 2019 : C à vous présenté par Anne-Élisabeth Lemoine sur France 5[11]
- 2019 : Burger Quiz présenté par Jérôme Commandeur sur TMC
- 2019 : Nuit des Molières présenté par Alex Vizorek

### Liste des sketchs écrits pourOn n'demande qu'à en rire
| 1             | 1900 invités au mariage de Kate et William               | 22 mars 2011   | 73 |
| 2             | Fan de Formule 1                                         | 5 avril 2011   | 72 |
| 3             | Les Français pas si nuls en anglais                      | 19 avril 2011  | 72 |
| 4             | Coiffeur de stars à Cannes                               | 17 mai 2011    | 74 |
| 5             | Sécheresse annoncée pour l'été                           | 6 juin 2011    | 68 |
| 6             | Accro à l'info                                           | 23 juin 2011   | 77 |
| Spécial été 1 | On cherche le tube de l'été (en duo avec Arnaud Tsamere) | 9 juillet 2011 | 73 |

| 7  | 8 millions de pauvres en France            | 13 septembre 2011 | 69                            |
| 8  | La Guerre des boutons, nouvelle version    | 3 octobre 2011    | 18 (Note des téléspectateurs) |
| 9  | Vous êtes la chancelière allemande         | 3 novembre 2011   | 70                            |
| 10 | Un navigateur sur la transat Jacques Vabre | 8 décembre 2011   | BUZZ                          |

Son record personnel est 18/20 de la part des téléspectateurs (équivalent de 90/100).

## Distinctions
- Prix du public et prix du jury du Tremplin de l'humour de Villeurbanne[13]
- Grand Prix au festival national des humoristes Tournon-sur-Rhône[14]
- Prix de l'humour du festival de Saint Gervais[1]
- Prix du public et prix du jury des Estivales du rire de Dinard[1]
- Prix du public et prix du jury du festival du rire de Cavaillon[1]
- Prix du public et grand prix de l'humour du Trempolino d'Écully[1]
- Prix du jury festival d'humour de Rocquencourt[1]
- Prix du jury du « Bœuf Théâtre » d'Antibes Juan-les-Pins[1]
- Prix du public du festival du rire Saint-Nolff[1]
- Prix "nouveau talent / humour" SACD